# Sekiji Sasano
Sekiji Sasano (jap. 笹野 積次 Sasano Sekiji) (ur. 16 grudnia 1914 w prefekturze Shizuoka, zm. 26 marca 2004 w Kawasaki) – japoński piłkarz.

## Kariera klubowa
Jako piłkarz grał w klubie Waseda WMW.

## Kariera reprezentacyjna
Został powołany do kadry na Igrzyska Olimpijskie w 1936 roku.